# Wetschen
Wetschen ist eine Gemeinde im Landkreis Diepholz in Niedersachsen.
Wetschen ist Teil der Samtgemeinde Rehden.

## Geografie

### Geografische Lage
Wetschen liegt zwischen dem Naturpark Dümmer und dem Rehdener Geestmoor, ungefähr in der Mitte zwischen Bremen und Osnabrück. Die Gemeinde gehört der Samtgemeinde Rehden an, die ihren Verwaltungssitz in der Gemeinde Rehden hat.
Die Gemeinde Wetschen besteht aus den Ortschaften Wetschen, Wetscherhardt und Spreckel.

## Klima
In Wetschen  herrscht ein durch feuchte Nordwestwinde von der Nordsee beeinflusstes gemäßigtes Seeklima mit milden Wintern, warmen Sommern und ganzjährig gleichmäßig verteilten, mäßigen Niederschlägen. Die Sommer sind häufig trocken und sonnig, während im Winter gelegentlich Schnee fällt.
Im Jahre 2023 betrug die durchschnittliche Temperatur 11,2 °C. Sie ist tendenziell steigend. Sie betrug in den letzten zehn Jahren durchschnittlich 10,6 °C und in den letzten 100 Jahren waren es durchschnittlich 9,2 °C.
Zwischen Mai und August kann mit durchschnittlich 20–25 Sommertagen (klimatologische Bezeichnung für Tage, an denen die Maximaltemperatur 25 °C übersteigt) gerechnet werden.
Es gibt je nach Messmethode und Definition durchschnittlich etwa 1627–2275 Sonnenstunden pro Jahr.
Es fällt jährlich ca. 700 mm Niederschlag.

## Geschichte
Erstmals wurde die Gemeinde im Jahr 1238 urkundlich erwähnt als „Wetdecun“. Zwischen 1238 und 1250 tauchte es als „Weddeschen“ in einer Liste der Einnahmen des Osnabrücker Bischofs vom Haupthof Drebber auf. Im Jahre 1406 erschien es in der Schreibweise „Weddes-schen“. Ein Deutungsversuch ist schwierig.
Es hat auch eine Adelsfamilie (von Weddesche) gegeben, die ihren Namen nach der Ortschaft erhalten hat. Ihre Herkunft ist nicht bekannt. Sie tauchte um 1300 plötzlich auf und verschwand ab 1517 aus den Aufzeichnungen.
Der Überlieferung nach kamen 1735 bei einer Epidemie (wahrscheinlich Typhus oder Ruhr) 37 Menschen ums Leben. Im Jahre 1792 starben 28 Kinder an den Blattern. Im Jahre 1781 gab es einen Großbrand in Wetschen. Damals brannten 13 Wohnhäuser und 40 andere Gebäude ab. Im Jahre 1921 fand sich daher in Wetschen kein Haus mehr, das Inschriften von vor 1700 aufwies. Im Jahre 1864 gab es eine Volkszählung. Sie ergab für Wetschen 456, für Spreckel 72, für Wetscherhardt 152 und für die Wetscher Wiesenhütte fünf Einwohner.

## Politik

### Gemeinderat
Der Gemeinderat setzt sich aus elf Mitgliedern zusammen. (Vergleich zu 2016)
- Fraktion WGW/FWW
  - Wählergemeinschaft Wetschen (WGW)  5 Sitze (−1)
  - Freie Wählergruppe Wetschen (FWW) 1 Sitz (+1)
- Fraktion SPD/Die Grünen
  - Sozialdemokratische Parte Deutschlands (SPD) 4 Sitze (−1)
  - Die Grünen 1 Sitz (+1)

(Stand: Kommunalwahl am 12. September 2021)

### Bürgermeister
Seit November 2016 ist Andre Rempe (WGW) ehrenamtlicher Bürgermeister der Gemeinde Wetschen.
Gemeindedirektor ist Samtgemeindebürgermeister Magnus Kiene.
bisherige Amtsinhaber
- 1969–1991: Heinz Bollhorst
- 1996–2006: Manfred Koch (SPD)
- 2006–2016: Karl-Friedrich Dünnemann (WGW)

### Wappen
Die Gemeinde Wetschen führt kein eigenes Wappen. Üblicherweise wird das Wappen der Samtgemeinde Rehden verwendet.

## Kultur und Sehenswürdigkeiten

### Bauwerke
In der Liste der Baudenkmale in Wetschen sind fünf Baudenkmale aufgeführt.

### Naturdenkmäler
Das Naturschutzgebiet Rehdener Geestmoor, das südlich der Gemeinde liegt, hat ca. 2000 Hektar Hochmoorflächen.

### Vereinsleben
Einziger Sportverein ist der TSV Wetschen, der seit 1920 besteht. Es werden Fußball, Handball, Faustball, Tennis, Judo und Kinderturnen angeboten. Als weiterer Verein ist der Schützenverein Wetschen zu nennen, der im Jahre 1901 gegründet wurde. Ein Höhepunkt im Jahr ist das meist Anfang Mai stattfindende Schützenfest. Es gibt die Laienspielgruppe „Lustige Bühne“, die Volksstücke aufführt.

### Religion

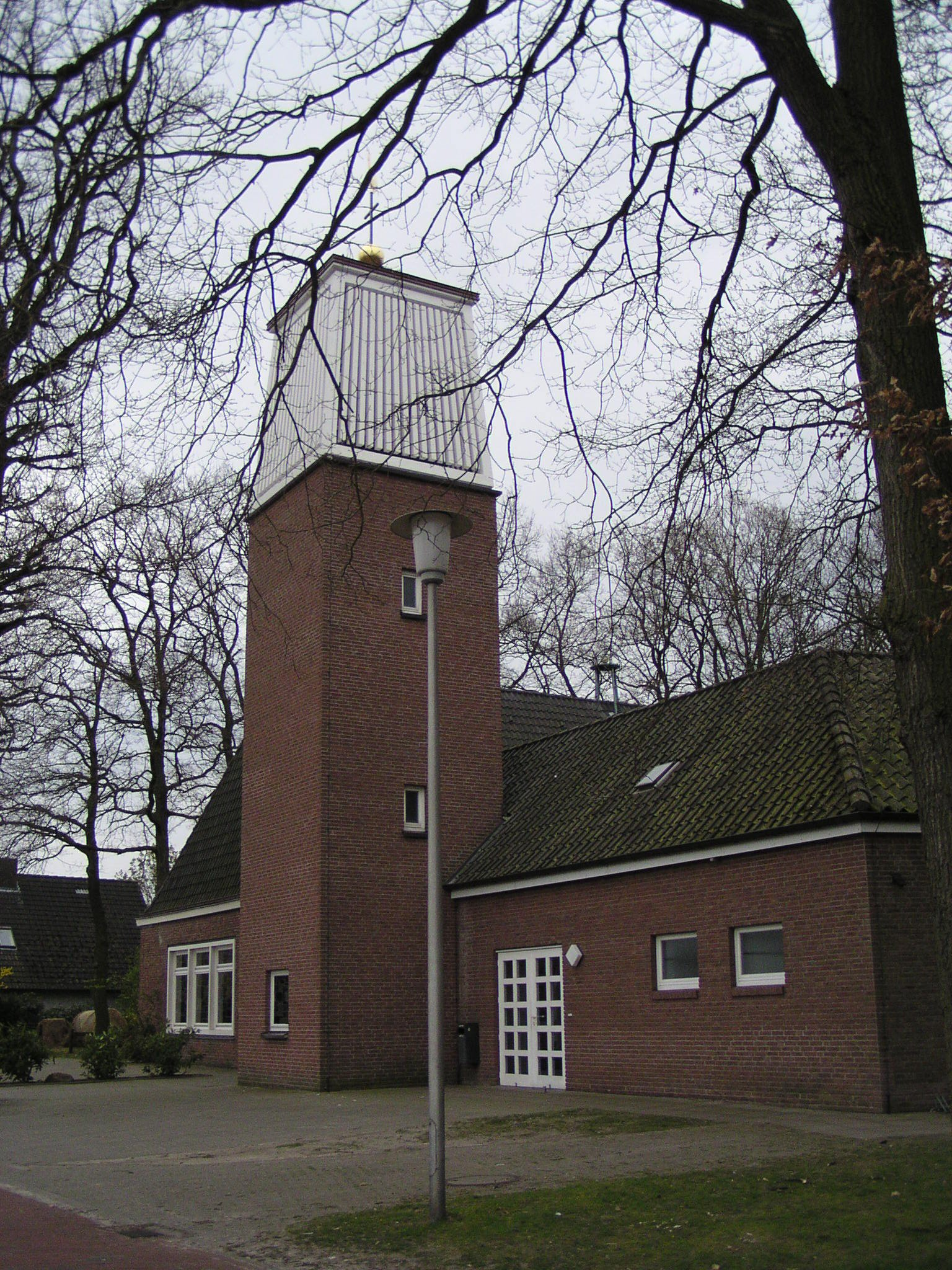
Die Kirche in Wetschen

In Wetschen gibt es die evangelische Johannes-Kirche. Sie wurde im Jahre 1961 neu erbaut und in den Jahren 1993/94 um einen Anbau erweitert, in welchem Gemeinderäume untergebracht sind. Im Jahr 2007 wurden die Kirche sowie der Glockenturm restauriert. Die Johannes-Kirche bietet Platz für ca. 200 Personen. Besonders zu erwähnen ist das Altarfenster, das bei Sonnenschein hinterleuchtet wird. Es zeigt Jesus im Kreise seiner Jünger.

## Wirtschaft und Infrastruktur

### Verkehr
Die Gemeinde liegt direkt an der Bundesstraße B 214, die von Diepholz nach Nienburg/Weser und weiter in Richtung Celle führt.

### Energie
Im Jahre 2011 wurden in Wetschen sechs Windkraftanlagen errichtet.

### Bildung
In Wetschen gibt es eine Zweigstelle der Grundschule Rehden. Im Jahre 2009 wurde der Anbau einer Mensa am Standort vorangetrieben. Es erfolgt die Durchführung einer ganztägigen Betreuung.

## Persönlichkeiten
- Michael Bürgel (* 1964), Politiker (SPD), geboren in Wetschen
- Günther Schwarz (1928–2009), Theologe, Pfarrer in Wetschen

## Sonstiges
In Wetschen liegt ein Friedhof mit russischen Opfern aus dem Zweiten Weltkrieg.